# Nanteuil-sur-Marne
Nanteuil-sur-Marne és un municipi francès, situat al departament de Sena i Marne i a la regió de Illa de França. L'any 2007 tenia 456 habitants.
Forma part del cantó de La Ferté-sous-Jouarre, del districte de Meaux i de la Comunitat de comunes del Pays fertois.

## Demografia

### Població
El 2007 la població de fet de Nanteuil-sur-Marne era de 456 persones. Hi havia 167 famílies, de les quals 40 eren unipersonals (20 homes vivint sols i 20 dones vivint soles), 36 parelles sense fills, 71 parelles amb fills i 20 famílies monoparentals amb fills.
La població ha evolucionat segons el següent gràfic:
Habitants censats

### Habitatges
El 2007 hi havia 214 habitatges, 170 eren l'habitatge principal de la família, 27 eren segones residències i 16 estaven desocupats. 181 eren cases i 30 eren apartaments. Dels 170 habitatges principals, 122 estaven ocupats pels seus propietaris, 45 estaven llogats i ocupats pels llogaters i 4 estaven cedits a títol gratuït; 4 tenien una cambra, 12 en tenien dues, 35 en tenien tres, 42 en tenien quatre i 78 en tenien cinc o més. 101 habitatges disposaven pel capbaix d'una plaça de pàrquing. A 81 habitatges hi havia un automòbil i a 58 n'hi havia dos o més.

### Piràmide de població
La piràmide de població per edats i sexe el 2009 era:
| Homes | Edats   | Dones |
| ----- | ------- | ----- |
| 0     | 95 o +  | 0     |
| 0     | 90 a 94 | 0     |
| 4     | 85 a 89 | 4     |
| 4     | 80 a 84 | 4     |
| 12    | 75 a 79 | 20    |
| 4     | 70 a 74 | 12    |
| 4     | 65 a 69 | 8     |
| 0     | 60 a 64 | 0     |
| 8     | 55 a 59 | 0     |
| 8     | 50 a 54 | 12    |
| 20    | 45 a 49 | 36    |
| 16    | 40 a 44 | 12    |
| 20    | 35 a 39 | 28    |
| 16    | 30 a 34 | 4     |
| 16    | 25 a 29 | 12    |
| 16    | 20 a 24 | 24    |
| 20    | 15 a 19 | 16    |
| 16    | 10 a 14 | 16    |
| 12    | 5 a 9   | 8     |
| 20    | 0 a 4   | 12    |

## Economia
El 2007 la població en edat de treballar era de 289 persones, 231 eren actives i 58 eren inactives. De les 231 persones actives 194 estaven ocupades (107 homes i 87 dones) i 37 estaven aturades (20 homes i 17 dones). De les 58 persones inactives 10 estaven jubilades, 22 estaven estudiant i 26 estaven classificades com a «altres inactius».

### Ingressos
El 2009 a Nanteuil-sur-Marne hi havia 173 unitats fiscals que integraven 477 persones, la mediana anual d'ingressos fiscals per persona era de 16.448 €.

### Activitats econòmiques
Dels 12 establiments que hi havia el 2007, 1 era d'una empresa alimentària, 3 d'empreses de construcció, 2 d'empreses de comerç i reparació d'automòbils, 1 d'una empresa de transport, 1 d'una empresa d'hostatgeria i restauració, 1 d'una empresa financera i 3 d'empreses de serveis.
Dels 2 establiments de servei als particulars que hi havia el 2009, 1 era un guixaire pintor i 1 fusteria.
L'únic establiment comercial que hi havia el 2009 era una carnisseria.

## Equipaments sanitaris i escolars
El 2009 hi havia una escola maternal integrada dins d'un grup escolar amb les comunes properes formant una escola dispersa.

## Poblacions més properes
El següent diagrama mostra les poblacions més properes.